# Petit milady
petit milady（プチミレディ）は、悠木碧と竹達彩奈による声優ユニット。略称は「プチミレ」。2019年9月4日に事実上の活動休止。2024年5月15日に公式twitter（現在のX）にて「デビュー10+1周年記念企画」が発表された。

## 略歴
当初は秋葉原UDXの街頭ビジョンで後ろ姿のみしか明かされていなかったが、その後2013年3月21日に全貌が公開され、5月15日に両A面シングル「鏡のデュアル・イズム／100%サイダーガール」でデビューすることが発表された。
ユニット名を直訳すると、小さな淑女になるが、これは身長が小さい悠木と竹達を「かわいく表現する」ために竹達が思い浮かんだ“プチトマト”と、悠木がかわいいと語った“ミレディ”を繋ぎ合わせて決められた。当初は悠木と竹達の話し合いが決まった頃にユニット名決定の瞬間を流す予定であったという。
2013年、『Animelo Summer Live 2013 -FLAG NINE-』に出演。
2013年8月19日、GA文庫とのコラボ。
2014年8月29日、『Animelo Summer Live 2014 -ONENESS-』に出演。
2015年3月8日、『碧と彩奈のラ・プチミレディオ』の放送が100回を迎えた。
2015年7月21日、2人での初めての写真集「petit milady 1stフォトブック Bon aPetit!」が発売された。
2016年12月27日、2017年1月から放送のテレビアニメ『AKIBA'S TRIP -THE ANIMATION-』のEDコンピレーションプロジェクトにpetit miladyが参加することが発表され、悠木・竹達ともにアニメ本編にもゲスト出演した。2017年3月22日には新曲「空腹からやりなおせ!」（テレビアニメ『AKIBA'S TRIP -THE ANIMATION』第10話エンディング・テーマ）が収録されたコンピレーション・アルバム『AKIBA'S COLLECTION』がリリース。
2018年は5周年イヤーと銘打ち、シングル3枚とアルバム1枚のリリース、5周年スペシャルイベント、『碧と彩奈のラ・プチミレディオ』5周年公開録音イベント、オーケストラコンサートなど、例年にも増して精力的な活動が行われた。
2019年3月3日、この日に行われたライブイベントおよび、同日に放送された『碧と彩奈のラ・プチミレディオ』において、所属レーベルのZERO-Aの3月31日付での活動休止と、それに伴うラ・プチミレディオの放送終了を発表。なお、petit milady自体は解散しないとは言ったものの同年の8月30日に公開されたアニサマのマナー動画VTRに出演。そして9月4日、ZERO-Aレーベルの集大成といえるベストアルバム「ZERO-A伝説 〜キュートでポップなTwinkleレーベル☆〜」を発売したのを最後にユニットとしての活動を事実上休止した。
2024年5月15日に公式twitter（現在のX）にて「デビュー10+1周年記念企画」が発表され、第一弾として2024年7月31日にライブベストアルバムの発売が決定した。これは2018年12月19日に発売した「Howling!!」以降、約5年ぶりのリリースとなる。

## メンバー
- 悠木碧（愛称：あおちゃん）
- 竹達彩奈（愛称：あやち）

## 楽曲
「100%サイダーガール」や「青春は食べ物です」「A or A!?」のようなキュート&ポップ路線と、「鏡のデュアル・イズム」「azurite」「緋ノ糸輪廻ノGEMINI」のようなクール&シリアス路線に大別される。
アイドル色の強い声優ユニットとしてデビューしたが、方向性を限定せず良いものを取り入れる方針や、メンバーの歌唱力・表現力の向上もあり、盛り上がる曲から聞かせる曲まで楽曲のバリエーションは広い。声優としての本領が発揮されるセリフ付きの曲や、前述の「緋ノ糸輪廻ノGEMINI」に加えて「ハコネハコイリムスメ」「キラリキラリ」「らぶらたーふろむかぐや」など和のテイストを前面に出した曲も多い。
3rd アルバム「CALENDAR GIRL」では1年12か月が、4th アルバム「petit miretta」は童話が、5th アルバム「Howling!!」ではロックがテーマとなっている。
シングルや一部のアルバム曲で作られる PV には何かしらコミカルな要素が盛り込まれることが多く、特に「恋はみるくてぃ」以降は被り物や仮装が半ば定番化している。「360°星のオーケストラ」は映画「E.T.」を彷彿とさせるストーリー仕立ての PV となっている。
ライブにおいては楽曲提供の作家陣を含むバックバンド「リアジュボーン」(Guitar 浅井真、Bass 西川響、Drum 柴田尚)による生演奏が売りとなってきている。5th アルバム「Howling!!」は全編がリアジュボーンの演奏で占められ、同名の 5th ライブでも大きくフィーチャーされた。
また、2018年には初のオーケストラコンサートも行っている。

## ディスコグラフィ

### シングル
|            | 発売日         | タイトル                                 | 規格品番                        | 規格品番   | オリコン 最高位 |
| 初回限定盤 | 発売日         | タイトル                                 | 通常盤                          |            | オリコン 最高位 |
| ---------- | -------------- | ---------------------------------------- | ------------------------------- | ---------- | --------------- |
| 1st        | 2013年5月15日  | 鏡のデュアル・イズム／100%サイダーガール | UMCA-59014（A） UMCA-59015（B） | UMCA-50032 | 11位            |
| 2nd        | 2014年2月5日   | azurite                                  | POCE-9401                       | POCE-1401  | 12位            |
| 3rd        | 2014年8月13日  | 恋はみるくてぃ                           | POCE-9407                       | POCE-1410  | 21位            |
| 4th        | 2015年1月7日   | 緋ノ糸輪廻ノGEMINI                       | POCE-9409                       | POCE-1415  | 11位            |
| 5th        | 2015年10月21日 | ハコネハコイリムスメ                     | POCE-9414                       | POCE-1430  | 14位            |
| 6th        | 2016年5月4日   | 青春は食べ物です                         | POCE-9416                       | POCE-1432  | 14位            |
| 7th        | 2018年5月16日  | A or A!?                                 | POCE-9421                       | POCE-1435  | 14位            |
| 8th        | 2018年7月25日  | 世界中が恋をする夜                       | POCE-9422                       | POCE-1436  | 30位            |
| 9th        | 2018年9月26日  | 360°星のオーケストラ                     | POCE-9423                       | POCE-1437  | 19位            |

### アルバム
|              | 発売日         | タイトル                                        | 規格品番     | 規格品番  | 規格品番  | オリコン 最高位 |
| 初回限定盤A  | 発売日         | タイトル                                        | 初回限定盤 B | 通常盤    |           | オリコン 最高位 |
| ------------ | -------------- | ----------------------------------------------- | ------------ | --------- | --------- | --------------- |
| 1st          | 2014年5月7日   | プチミレディア                                  | POCE-9404    | POCE-9405 | POCE-1404 | 6位             |
| 2nd          | 2015年5月13日  | cheri*cheri? milady!!                           | POCE-9412    | POCE-9413 | POCE-1424 | 11位            |
| ベスト       | 2015年12月23日 | Mille Mercis                                    | POCE-9415    | POCE-9415 | POCE-1431 | 36位            |
| 3rd          | 2016年7月27日  | CALENDAR GIRL                                   | POCE-9417    | POCE-9418 | POCE-1433 | 14位            |
| 4th          | 2017年9月20日  | petit miretta                                   | POCE-9419    | POCE-9420 | POCE-1434 | 12位            |
| 5th          | 2018年12月19日 | Howling!!                                       | POCE-9424    | POCE-9425 | POCE-1438 | 22位            |
| ライブベスト | 2024年7月31日  | Merci mille fois                                |              |           | UICZ-4678 | 38位            |
| ミニ         | 2024年11月27日 | petit milady ANNIVERSARY MINI ALBUM ～Bonsoir～ | UICZ-9244    | UICZ-9244 | UICZ-4684 | 39位            |

### 映像作品
|     | 発売日                  | タイトル                                                                                         | 規格品番    |
| --- | ----------------------- | ------------------------------------------------------------------------------------------------ | ----------- |
| 1st | 2014年7月30日（限定盤） | 1st LIVE Blu-ray キュートでポップなトゥインクル戦士☆プチミレディ                                 | ZUXA-9001   |
| 1st | 2014年8月13日（通常盤） | 1st LIVE Blu-ray キュートでポップなトゥインクル戦士☆プチミレディ                                 | POXE-1401   |
| 2nd | 2015年12月23日          | アンフィシアターの怪人！ファントムを探せ！〜2nd LIVEじゃないよ〜                                 | POXE-1402   |
| 3rd | 2016年3月30日           | petit milady 2nd LIVE!キュートでポップなトゥインクル級王座決定戦！〜スキ キライ キライ 大スキ♡〜 | POXE-1403   |
| 4th | 2017年2月15日           | MUSIC CLIP COLLECTION                                                                            | POXE-1405   |
| 5th | 2017年6月7日            | 3rd LIVE 小さな淑女と森の愉快な仲間たち〜ムッチュ☆森へ還る〜                                     | POXE-1406   |
| 6th | 2018年3月28日           | 4th LIVE ラ・プチミレッタ〜小さな淑女の童話歌劇                                                  | POXE-1407   |
| 7th | 2019年2月27日           | 弾けろ！プチパリ・ミュージックアワード！                                                         | POXE-1412/3 |

### タイアップ曲
| 楽曲                 | タイアップ                                                           | 時期   |
| -------------------- | -------------------------------------------------------------------- | ------ |
| 鏡のデュアル・イズム | テレビアニメ『遊☆戯☆王ZEXAL II』オープニングテーマ                   | 2013年 |
| 100%サイダーガール   | 文化放送『碧と彩奈のラ・プチミレディオ』オープニングテーマ           | 2013年 |
| カサナリアル         | 『聖剣使いの禁呪詠唱』イメージソング                                 | 2013年 |
| azurite              | テレビアニメ『とある飛空士への恋歌』オープニングテーマ               | 2014年 |
| trip trick trap      | iPhone、Android向けアプリゲーム『ゴールドリベリオン』メインテーマ    | 2014年 |
| Radioホイップ        | 文化放送『碧と彩奈のラ・プチミレディオ』エンディングテーマ           | 2014年 |
| 恋はみるくてぃ       | テレビアニメ『六畳間の侵略者!?』エンディングテーマ                   | 2014年 |
| 恋はみるくてぃ       | テレビ東京『アニメマシテ』2014年9月度エンディングテーマ              | 2014年 |
| 緋ノ糸輪廻ノGEMINI   | テレビアニメ『聖剣使いの禁呪詠唱』オープニングテーマ                 | 2015年 |
| ハコネハコイリムスメ | テレビアニメ『温泉幼精ハコネちゃん』オープニングテーマ               | 2015年 |
| 青春は食べ物です     | テレビアニメ『パンでPeace!』オープニングテーマ                       | 2016年 |
| 空腹からやりなおせ！ | テレビアニメ『AKIBA'S TRIP -THE ANIMATION-』第10話エンディングテーマ | 2017年 |
| A or A!?             | テレビアニメ『ありすorありす』オープニングテーマ                     | 2018年 |
| 世界中が恋をする夜   | テレビアニメ『百錬の覇王と聖約の戦乙女』エンディングテーマ           | 2018年 |
| 360°星のオーケストラ | テレビアニメ『七星のスバル』オープニングテーマ                       | 2018年 |

### 参加作品
| 発売日        | 商品名                                        | 歌 | 楽曲                               | 備考                                                             |
| ------------- | --------------------------------------------- | --- | ---------------------------------- | ---------------------------------------------------------------- |
| 2014年5月13日 | ONENESS                                       | アイドルマスター、藍井エイル、アフィリア・サーガ、angela、いとうかなこ、Wake Up, Girls!、小野賢章、OLDCODEX、喜多村英梨、GRANRODEO、栗林みな実、黒崎真音、ZAQ、JAM Project、sweet ARMS、鈴木このみ、STAR☆ANIS、谷本貴義、田村ゆかり、茅原実里、T.M.Revolution、仲谷明香、流田Project、橋本仁、fhána、petit milady、FLOW、堀江由衣、三澤紗千香、水樹奈々、三森すずこ、宮野真守、μ's、May'n、ゆいかおり（小倉唯&石原夏織）、悠木碧、吉田仁美、LiSA、和田光司 | 「ONENESS」                        | ライブイベント『Animelo Summer Live 2014 -ONENESS-』テーマソング |
| 2015年4月2日  | 聖剣使いの禁呪詠唱 イメージソングミニアルバム | petit milady | 「カサナリアル」 「Grateful Days」 | 『聖剣使いの禁呪詠唱』イメージソング                             |
| 2017年3月22日 | AKIBA'S COLLECTION                            | petit milady | 「空腹からやりなおせ！」           | テレビアニメ『AKIBA'S TRIP -THE ANIMATION-』エンディングテーマ   |

## 出演

### ラジオ
- 碧と彩奈のラ・プチミレディオ（2013年4月7日 - 2019年3月31日、文化放送）
- ニッポン放送開局60周年ミュ〜コミ+プラス・ラジオドラマ「バック・トゥ・ザ・レディオ」（2014年8月25日 - 28日、1954年のオシャレレディ役[19]）

## ライブ・イベント

### 単独ライブ・イベント
| 出演日         | タイトル                                                                                         | 会場                                     |
| -------------- | ------------------------------------------------------------------------------------------------ | ---------------------------------------- |
| 2014年5月11日  | キュートでポップなトゥインクル戦士☆プチミレディ                                                  | TOKYO DOME CITY HALL（東京都）           |
| 2015年7月19日  | アンフィシアターの怪人！ファントムを探せ！〜2nd LIVEじゃないよ〜                                 | 舞浜アンフィシアター（千葉県）           |
| 2015年12月6日  | petit milady 2nd LIVE!キュートでポップなトゥインクル級王座決定戦！〜スキ キライ キライ 大スキ♡〜 | 有明コロシアム（東京都）                 |
| 2017年2月11日  | petit milady 3rd LIVE 小さな淑女と森の愉快な仲間たち〜ムッチュ☆森へ還る〜                        | Zepp Tokyo（東京都）                     |
| 2017年12月10日 | petit milady 4th LIVE ラ ・プチミレッタ～小さな淑女の童話歌劇                                    | 豊洲PIT（東京都）                        |
| 2018年7月8日   | 5周年記念スペシャルイベント 弾けろ！プチパリ・ミュージックアワード！                             | TOKYO DOME CITY HALL（東京都）           |
| 2018年10月27日 | petit milady オーケストラコンサート 〜Happy Halloween!観に来てくれたらイタズラするぞ〜           | 東京芸術劇場コンサートホール（東京都）   |
| 2019年3月3日   | petit milady 5th LIVE Howling!!                                                                  | 豊洲PIT（東京都）                        |
| 2025年2月9日   | 「petit milady ANNIVERSARY LIVE～Bonsoir～」 「le diner de cons～淑女たちの秘密の打ち上げ～」    | 横浜市市民文化会館関内ホール（神奈川県） |

### 合同ライブ
| 出演日        | タイトル                             | 会場                               | 備考                   |
| ------------- | ------------------------------------ | ---------------------------------- | ---------------------- |
| 2013年8月25日 | Animelo Summer Live 2013 -FLAG NINE- | さいたまスーパーアリーナ（埼玉県） | 竹達は別途ソロ出演     |
| 2014年8月29日 | Animelo Summer Live 2014 -ONENESS-   | さいたまスーパーアリーナ（埼玉県） |                        |
| 2016年8月28日 | Animelo Summer Live 2016 刻-TOKI-    | さいたまスーパーアリーナ（埼玉県） |                        |
| 2018年8月24日 | Animelo Summer Live 2018 "OK!"       | さいたまスーパーアリーナ（埼玉県） | シークレットゲスト扱い |
| 2019年8月30日 | Animelo Summer Live 2019 -STORY-     | さいたまスーパーアリーナ（埼玉県） | 映像出演(マナー動画)   |

## 写真集
- petit milady 1stフォトブック Bon aPetit!（2015年7月23日発売、出版社: 学研パブリッシング、ISBN 978-4-05-406304-4）

## コラボ
- GA文庫とのコラボ。
  - 第1弾、「聖剣使いの禁呪詠唱」のイメージソング[21]コラボ企画決定お知らせ動画[22][23]
  - 第2弾、2015年1月より放送のTVアニメ「聖剣使いの禁呪詠唱」のOPを担当し、各キャラクターソングも歌い、CDも発売された。
- ライフカード社とのタイアップで、限定デザインの「petit milady CARD」が発行されていた。現在はサービス終了[24]。
- 2016年にアプリ「きせかえ音楽プレイヤー」にて『petit miladyきせかえパック』を発売。
- 2017年に JOYSOUND とのコラボレーションを実施。本人映像カラオケ、コラボルームの設置、楽曲にちなんだコラボドリンクの販売が行われた[25]。